# تاکاسی
تاکاسی (به اسپانیایی: Tacacc) یک کوه در پرو است که در منطقه اوئانوکو واقع شده‌است. تاکاسی ۴٬۰۰۰ متر بالاتر از سطح دریا واقع شده‌است.